# Норт-Ванкувер (окружной муниципалитет)
Норт-Ванкувер (англ. North Vancouver) — окружной муниципалитет в Британской Колумбии (Канада). Входит в агломерацию Большого Ванкувера, но отделён от собственно Ванкувера бухтой Бёррард и имеет собственную администрацию.

## География

Карта Большого Ванкувера (окружной муниципалитет Норт-Ванкувер выделен красным)

Окружной муниципалитет Норт-Ванкувер располагается на северном побережье бухты Беррард, отделяющей его от собственно Ванкувера. Тем не менее он входит в агломерацию Большого Ванкувера. Его соединяют с Ванкувером два моста и паромная линия. С запада муниципалитет ограничивает река Капилано, за которой начинаетса окружной муниципалитет Вест-Ванкувер, с севера горы Берегового хребта и с востока залив Индиан-Арм. На юге, помимо бухты Бёррард, муниципалитет Норт-Ванкувер граничит с одноимённым городом, ранее входившим в его границы. По территории муниципалитета проходит Трансканадское шоссе, пересекающее его по направлению из Ванкувера в Вест-Ванкувер. Окружной муниципалитет Норт-Ванкувер, площадь которого составляет около 161 км², в настоящее время не является единым городом и включает в себя ряд городских общин.
Климат Норт-Ванкувера влажный и тёплый, но не жаркий. Среднемесячная температура не падает ниже 2,7°—2,8° выше нуля (в январе и декабре), среднемесячная температура летом не превышает 22,3° по Цельсию. Рекордно низкая температура, −15,6°, зафиксирована в конце декабря 1968 года, рекордно высокая — 32,7° — в конце мая 1983 года. Среднегодовая норма осадков — 1588 мм, наиболее сильные дожди идут с ноября по февраль, в эти же месяцы возможно выпадение снега. Летние месяцы сухие, от 51 до 70 мм осадков в месяц.

## История
Окружной муниципалитет Норт-Ванкувер стал в 1891 году первым муниципальным образованием на северном побережье бухты Беррард. В начале XX века этот район переживал строительный бум; среди перекупщиков недвижимости был в частности Редьярд Киплинг. В 1902 году открылась гостиница «Норт-Ванкувер», а в 1905 году начал работу первый местный банк — филиал Банка Северной Америки — и начала выходить газета Express. С 1906 года в муниципалитете действовала верфь, ставшая со временем одной из основ местной экономики, и функционировала трамвайная линия.
В 1907 году район Норт-Ванкувера Нижний Лонсдейл, население которого к тому моменту составляло примерно 1500 человек, получил самоуправление, став городом Норт-Ванкувер, а в 1912 году от него отделился Вест-Ванкувер, получивший аналогичный статус.

## Население и администрация
Согласно данным переписи населения 2021 года, в окружном муниципалитете Норт-Ванкувер проживало 88 168 человек, что на 2,9 % больше, чем в 2016 году. За это время население Канады в целом выросло более чем на 5 %. Плотность населения в Норт-Ванкувере составляла 549 человек на км².
16,5 % населения составляли дети и подростки в возрасте до 14 лет включительно, 19 % — люди в возрасте 65 лет и старше. Эти показатели достаточно близки к национальным показателям по Канаде. Однако медианный возраст в Норт-Ванкувере в 2021 году был почти на три года выше, чем в среднем по стране: 44,4 года против 41,6. 63 % жителей города в возрасте 15 лет и старше состояли в зарегистрированном или незарегистрированном браке. Примерно в 63 % семей Норт-Ванкувера были дети, проживавшие с родителями (в среднем 1,7 ребёнка на семью); каждую восьмую семью возглавлял родитель-одиночка (как правило, мать). Средний размер учётной семьи по данным 2021 года составлял 2,9 человека, средний размер домохозяйства — 2,7 человека. Примерно 20 % домохозяйств образовывали одиночки.
Почти треть жителей муниципалитета составляли иммигранты, из которых примерно четверть прибыла в Канаду за десять лет, предшествовавших переписи. Родным языком для четверти жителей Норт-Ванкувера не являлся ни английский (69 % населения), ни французский; тремя наиболее распространёнными родными языками после английского были фарси (более 6600 человек), корейский и испанский (примерно по 1,5 тысячи).
С года основания Норт-Ванкувера в 1891 году муниципалитет возглавляют мэр (до 1967 года носивший титул «рив») и городской совет. В начале XXI века в совет, помимо мэра, входят ещё шесть членов. Выборы мэра и членов совета проходят раз в три года. На муниципальных выборах 2011 года победил Ричард Уолтон, для которого это третий срок в данной должности.

## Культура и достопримечательности
Культурным центром Норт-Ванкувера является местный центр искусств Presentation House. Он предоставляет помещение одноимённой картинной галерее и музею Норт-Ванкувера. В муниципалитете действует ещё ряд картинных галерей и четыре театра, в том числе театр университета Капилано — высшего учебного заведения, расположенного в границах Норт-Ванкувера. Однако большинство прибвлекательных для туристов объектов расположены за пределами заселённой местности. Среди этих объектов подвесной мост через реку Капилано и нерестилище лосося на порогах этой же реки, горнолыжный центр Грауз-маунтин, Мейплвуд-фарм, где туристы могут посмотреть коллекцию птиц и наблюдать за сельскохозяйственными работами, а также парки и озеро Капилано.